# Мельниково (Нижегородская область)
 Мельниково  — деревня в Шарангском районе Нижегородской области в составе Роженцовского сельсовета.

## География
Расположена на расстоянии примерно 7 км на юг-юго-запад по прямой от районного центра посёлка Шаранга.

## История
Упоминается с 1891 года как починок Мельников, где в 1905 дворов 36 и жителей 203, в 1926 (деревня Мельниково или Пасташ Мельничный) 48 и 277, в 1950 55 и 199. Работали колхозы «Венера» и «Заветы Ильича».

## Население
Постоянное население составляло 9 человек (русские 100 %) в 2002 году, 7 в 2010.